# 1971年のバレーボール
1971年のバレーボール（1971ねんのバレーボール）では、1971年（昭和46年）のバレーボール関連の出来事をまとめる。

## できごと
- 興国生命ピンクスパイダーズが創設。
- テレビドラマ「ワン・ツウ アタック!」「レッツ・ゴー ミュンヘン!」が放送。

## 国内大会

### 日本
- 第4回日本リーグ
  - 男子
    - 1位：日本鋼管（9勝1敗）
    - 2位：松下電器（9勝1敗）
    - 3位：富士フイルム（6勝4敗）
    - MVP：森田淳悟

  - 女子
    - 1位：ユニチカ貝塚（10勝）
    - 2位：日立（8勝2敗）
    - 3位：ヤシカ（6勝4敗）
    - MVP：古川牧子

- 第20回全日本都市対抗
  - 男子
    - 1位：日本鋼管
    - 2位：松下電器
    - 3位：富士フイルム

  - 女子
    - 1位：ユニチカ貝塚
    - 2位：ヤシカ
    - 3位：日立武蔵

## 誕生
- 1月3日 - 清水雅之
- 2月23日 - 竹内実
- 2月24日 - 中村和美
- 2月27日 - 斎藤真由美
- 4月12日 - 神田千絵
- 4月12日 - エレーナ・チューリナ
- 6月10日 - イリア・サベリエフ
- 6月19日 - アンドレア・サルトレッティ
- 7月18日 - 内田役子
- 8月23日 - ダミアーノ・ピッピ
- 9月25日 - 佐伯美香
- 9月30日 - レイラ・バロス
- 12月14日 - 佐々木太一
- 12月22日 - マルコス・ミリンコビック